# Hirtella hebeclada
Hirtella hebeclada é uma árvore endêmica do Brasil conhecida pelos nomes populares de cinzeiro, macucurana, ajuru, pau-cinza, ubá, ubá-de-facho, cascadura, comandatuba, manduguaçu, oiti-pardo, simbiúva, pau-de-lixa; em Santa Catarina por cinzeiro e uvá-de-facho, no Paraná por ajururama e caraipé-vermelho e em São Paulo por jacua.

## Morfologia
H. hebeclada atinge altura média de treze metros; seu tronco atinge em média 35 centímetros de diâmetro; suas folhas são alternas, simples, com face inferior tomentosa, com dimensões médias de onze por cinco centímtros de comprimento e largura respectivamente. Palinomorfo com unidade de dispersão mônade, simetria radial, forma oblata ou suboblata, tamanho médio, polaridade isopolar, âmbito triangular; poro indistinto; tricolporado quanto a aberturas; a ornamentação da exina é microrreticulada, escabrada.

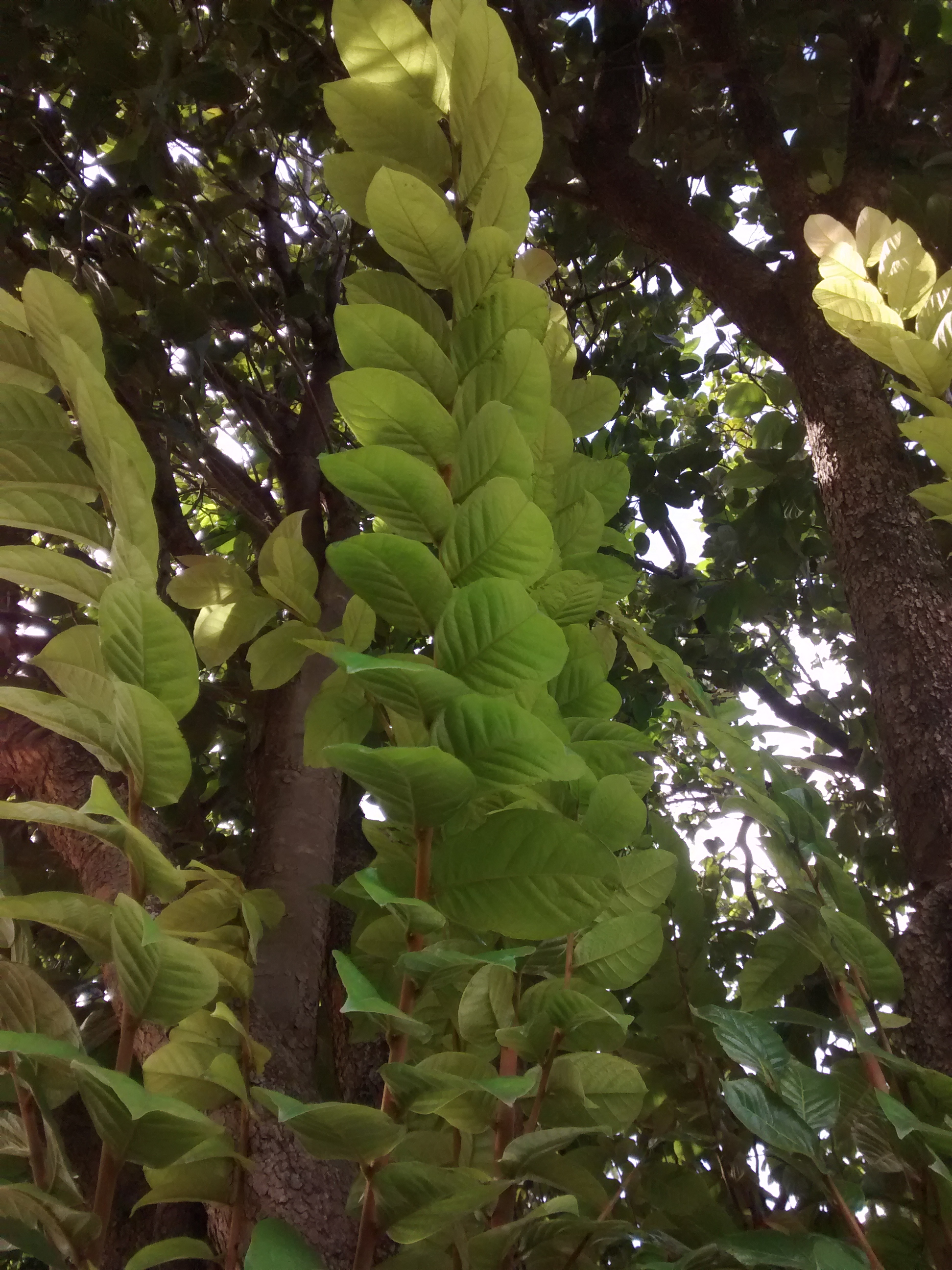
Folhas simples e alternas de H. hebeclada em detalhe (face inferior).
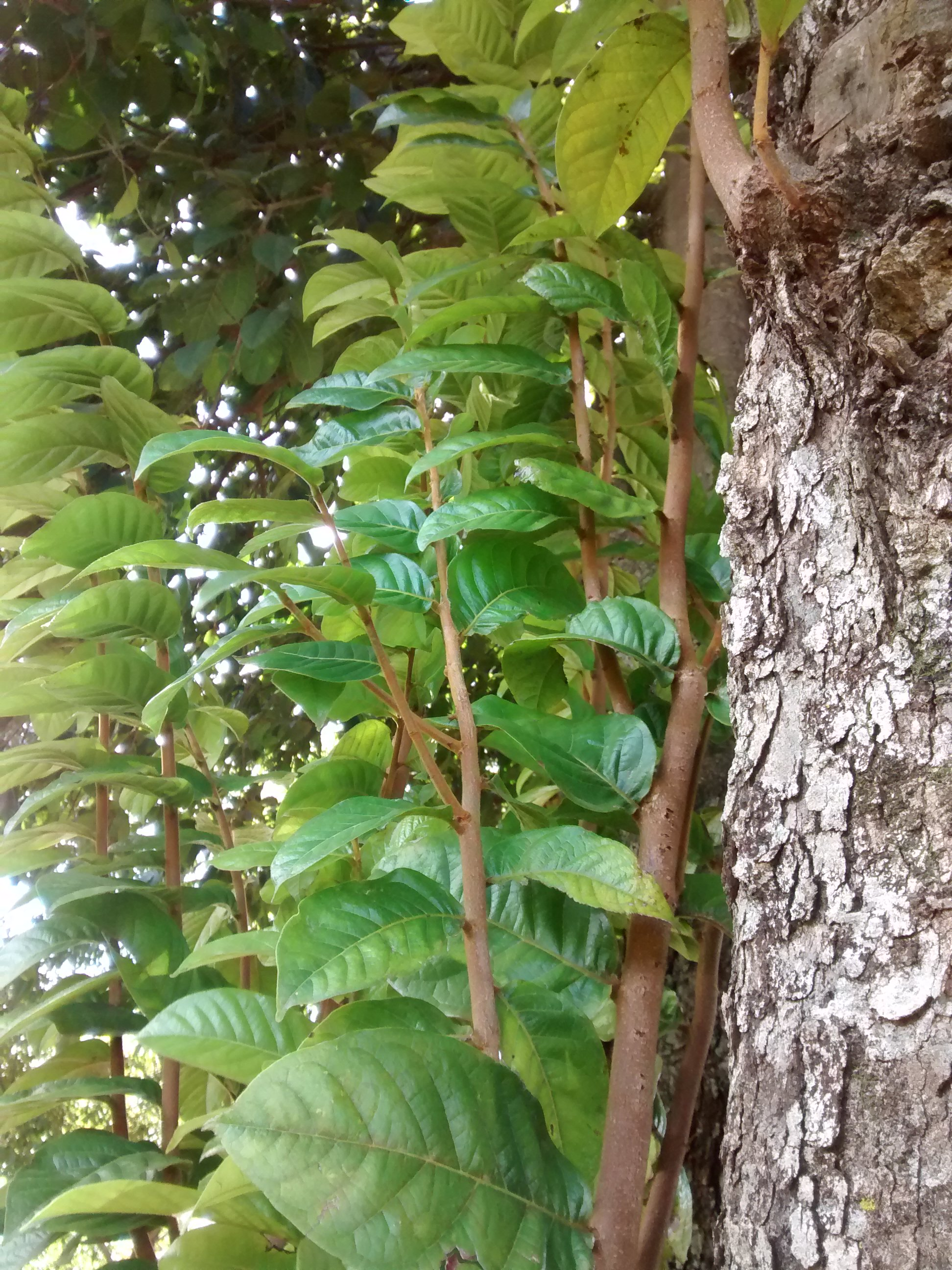
Parte do tronco e face superior de folhas da H. hebeclada com um pouco mais de detalhe.

## Ecologia
Suas folhas são perenes e ela é heliófita.

### Fenologia
Sua floração ocorre de setembro a outubro e seus frutos amadurecem a partir de janeiro até março.

## Distribuição geográfica
A H. hebeclada ocorre na Bahia e em todos os estados das regiões sudeste e sul do Brasil nas regiões de Mata Atlântica e Cerrado.

## Madeira
A madeira da H. hebeclada é considerada densa; apresenta densidade de 720 kg/m³; possui textura média a grossa; é dura, grã direita; apresenta baixa resistência ao ataque de organismos xilófagos; seus alburno e cerne quase não apresentam distinção.